# Loopgravenkoorts
Loopgravenkoorts, ook wel febris quintana of Wolhyniakoorts is een rickettsiose in de vorm van een middelmatig gevaarlijke infectieziekte die wordt overgedragen door luizen. De ziekte trof meer dan een miljoen soldaten tijdens de Eerste en Tweede Wereldoorlog. De ziekte komt nog altijd voor onder daklozen. Zo zijn er bijvoorbeeld gevallen bekend van een epidemie onder spuitende drugsgebruikers in Seattle en Baltimore, en in Marseille en Burundi.